# Noturus miurus
Noturus miurus es una especie de peces de agua dulce la familia Ictaluridae en el orden de los Siluriformes.

## Morfología
Los machos pueden llegar alcanzar los 13 cm de longitud total.

## Distribución geográfica
Se encuentran en ríos de Norteamérica, desde los grandes lagos al norte hasta todo el valle del río Misisipi.